# Nartes

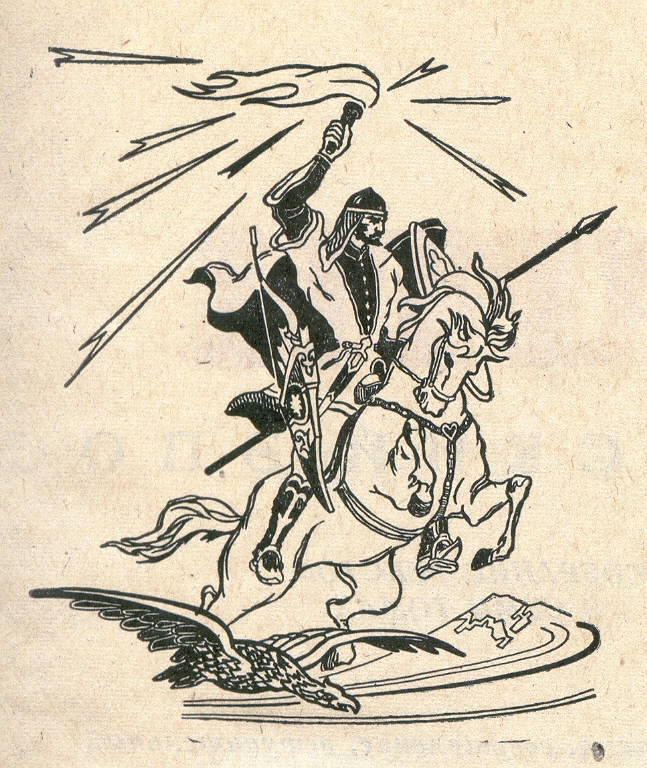
Une représentation du héros narte Sosrouko

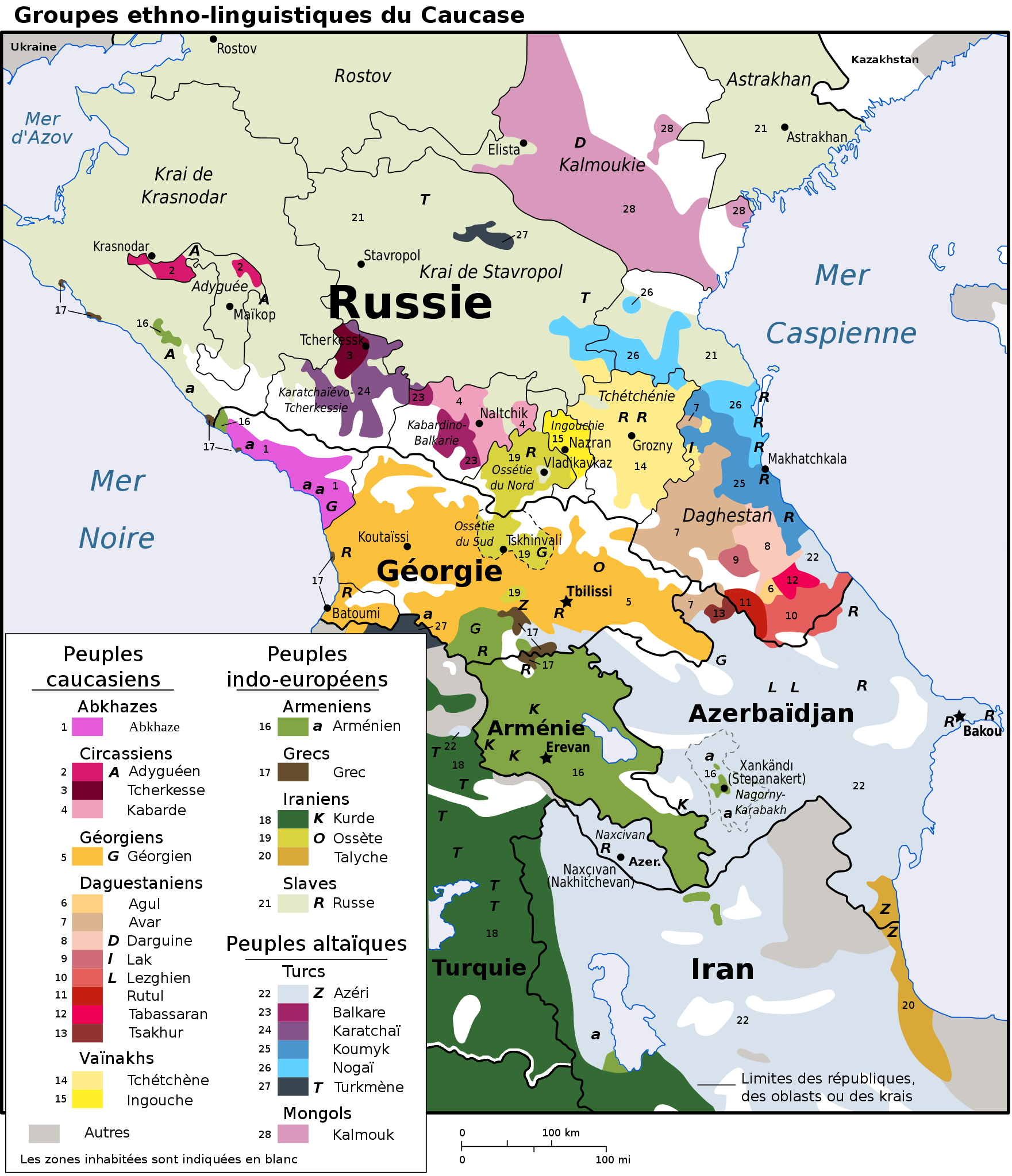
Ethnies et langues au Caucase.

Les Nartes (on parle souvent d'épopée narte, en ossète : Нарты кадджытæ ; en adyguéen : Нартхэр Адыгэ Эпос) sont des héros mythiques des légendes du Caucase, Tcherkesses, Ossètes. Leurs légendes ont survécu grâce aux traditions orales malgré l'influence du christianisme et de l'islam dans la région. Ces histoires ont alors été retranscrites à l'écrit depuis la deuxième moitié du XVIIIe siècle et des comparaisons avec d'autres mythologies (notamment indo-européennes) ont alors été entreprises.

## Étymologie
Le terme Nartes est d'origine incertaine. On retrouve le radical indo-iranien nar, le grec anēr, et l'irlandais nert signifiant « force » ou « héros ».

## Origine
Le dieu de l'Univers, Tq'a le Grand en langue tcherkesse, siégeant au sommet du Bashlam-Kort (Mont Kazbek), irrité par l'humanité, crée le géant des neiges Bashlam-Kort, puis des Nartes hercules puissants qu'il place au pied des montagnes et des Nartes cyclopéens qu'il fait habiter dans les montagnes.

## Historique de la recherche
Julius Klaproth est le premier à évoquer l'épopée narte en 1812, dans son livre Voyage en Géorgie et au Mont Caucase. Pendant la deuxième moitié du XIXe siècle, l'intérêt pour les légendes nartes apparaît chez les intellectuels ossètes (Vassili Tsoraïev, Djantemir Chanaïev (ru) et Gatsyr Chanaïev recueillent plusieurs légendes à l'écrit) et aussi chez les russes qui avaient commencé l'étude des peuples du Caucase. En 1868 apparaissent des études et traductions russes de légendes nartes dans les Notes de l'Académie des Sciences puis en 1870 dans le Recueil de données sur les montagnards du Caucase, vol. 111. Mais c'est à partir des années 1880 que les véritables études scientifiques sur l'épopée narte apparaissent avec le linguiste et folkloriste Vsevolod Miller qui publie ses Études ossètes.
En Europe occidentale, les textes sur les Nartes n'apparaîtront qu'en 1887 grâce à Johann Heinrich Hubschmann qui traduit Miller en allemand dans un journal. S'ensuivront de nombreuses autres publications et études dans les pays du Caucase et en Europe. Georges Dumézil, philologue et comparatiste français à qui l'on doit la majorité de la littérature francophone sur la mythologie ossète, a publié en 1930 Légendes sur les Nartes, ce qui a énormément influencé l'étude de la mythologie ossète grâce à son travail sur la mythologie comparée. Il continuera à étudier les légendes ossètes dans d'autres publications. Harold Walter Bailey (en) et Vassili Abaïev (en) suivront dans l'analyse des épopées.

## Personnages principaux
- Satana (Сатана)
- Soslan / Sosrouko (Сослан / Сосруко)
- Syrdon (Сырдон)
- Batyradz (Батырадз)
- Le narte Kurüko, présenté comme un équivalent de Prométhée

## Mythologie
Georges Dumézil a pu appuyer sa théorie de la division tripartite des sociétés indo-européennes en prenant l'exemple des Nartes qui se divisent en trois familles :
- les Alægatæ : prêtres, magiciens, bardes ;
- les Æxsærtægkatæ : rois, guerriers, défenseurs ;
- les Boratæ : agriculteurs, artisans, marchands[1],[4].

Il existe de très nombreuses variantes des différentes légendes nartes selon les régions, y compris des mythes contradictoires. La tradition orale n'a pas été uniformisée, et l'épopée narte s'est au contraire diversifiée jusqu'à ne plus avoir de cohérence.
Selon les légendes nartes, ils auraient été les premiers dresseurs de chevaux et la métallurgie du fer aurait été créée par une femme narte.
Une héroïne narte, dans une saga en langue kabarde est nommé Dame Amezan, la mère Lune ou la mère Forêt. Il s'agit d'une guerrière qui a malencontreusement tué son amoureux durant une bataille et qui se suicide pour le rejoindre. Sur le lieu du drame, une source est apparue qui soigne les cœurs blessés et rend la force perdue.